# Halmstads slott

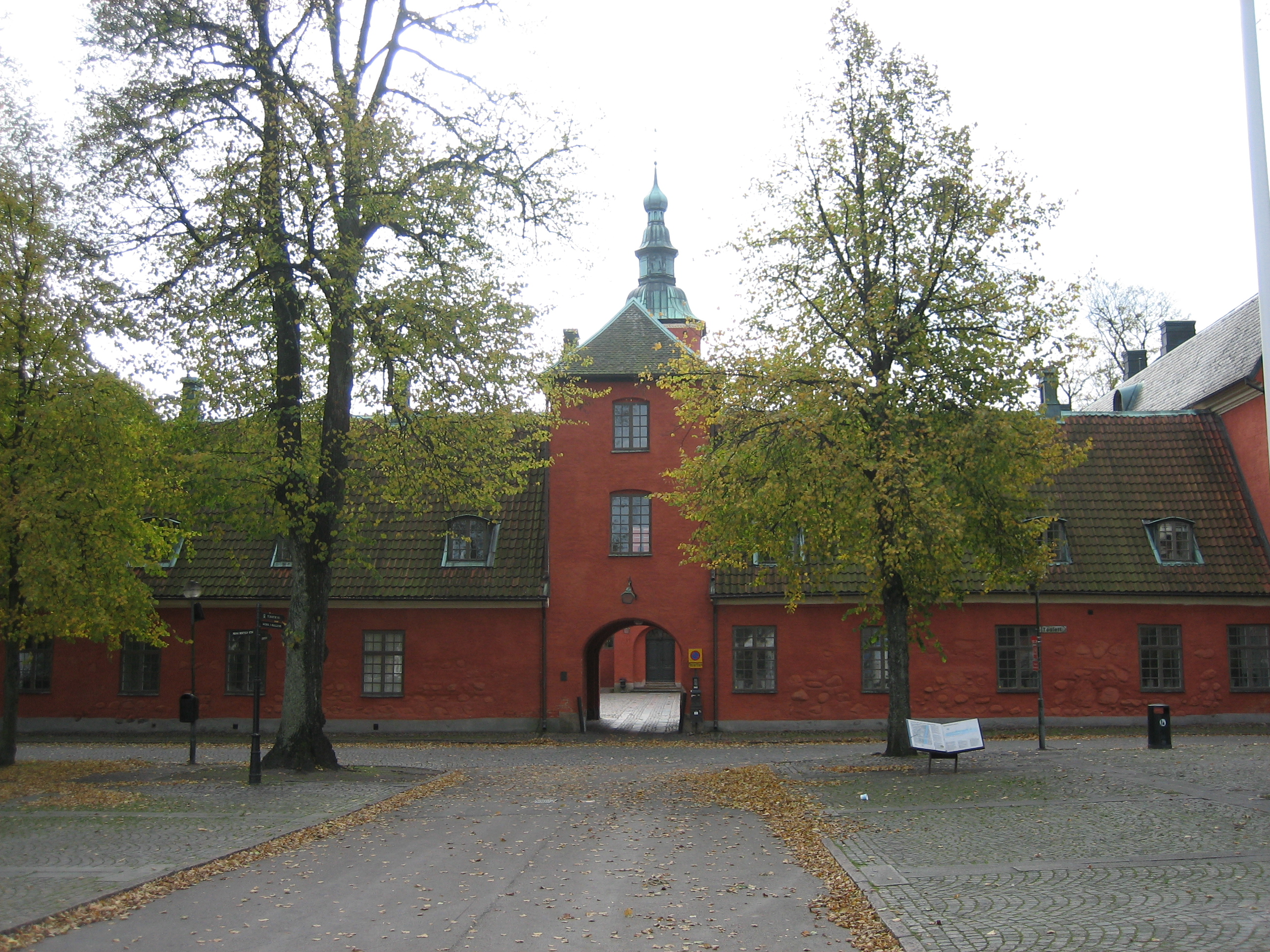
Halmstads slott, 2007

Halmstads slott är ett slott i centrala Halmstad. Slottet består av fyra hus kring en 36x36 meter stor borggård. Den södra åhlängan är själva kungahuset och slottet användes ursprungligen som ämbetsbostad åt länsmannen och övernattningsslott för kungen under inspektionsresor. Idag är slottet residens för landshövdingen i Hallands län, som därmed även är ståthållare på Halmstads slott och då ingår i de Icke tjänstgörande hovstaterna vid Kungliga hovet.

## Slottsbygget
På platsen där slottet nu ligger, låg en gård, som 1595 köptes för att användas som residens åt kung Kristian IV när han besökte Halmstad, men även som ämbetsbostad åt lensmanden. Byggledare och arkitekt var Hans van Steenwinckel den äldre, men han avled 1601, redan i början av bygget och hans lärjunge, byggmästaren Willum Cornelissen, fick ta över och färdigställa slottet. Båda var av holländsk börd och ligger begravda i S:t Nikolai kyrka. År 1609 började gården att byggas om till slott och nio angränsande tomter köptes in. Den ursprungliga - idag västra - åh delen började renoveras 1610 och södra längan, "Det store nye Hus", började samtidigt att byggas. Portflygeln i norr och östra längan utmed Nissan uppfördes 1614–1615. Slottet inreddes under påföljande år och 1618 ska södra delen ha stått helt färdig.
Kung Kristian har i dansk arkitekturhistoria givit namn åt en byggnadsstil som kallas Kristian IV-renässans och det är i denna tradition som Halmstads slott hör hemma. Det som idag minner om denna speciella stil är det smala höga tornet med sin huv. Halmstads slott byggdes som ett lustslott för nöje och avkoppling. Det är mer att likna vid tidens danska lantslott än vid de stora kungliga praktfulla slottsanläggningarna. Med freden i Brömsebro den 13 augusti 1645  och slutligen freden i Roskilde den 26 februari 1658 blev slottet svenskt och bostad för Hallands första svenska landshövding Bengt Christoffersson Lilliehöök samt residens för den svenske kungen  vid besök i staden.

## Konst i slottet
1920-1935 kom slottet att spela en roll i modern svensk konsthistoria. Den dåvarande landshövdingen Axel Mörners son Stellan var en av sex medlemmar i Halmstadgruppen, som representerade den kontinentala surrealismen i Sverige. Stellan Mörner och Esaias Thorén tilläts dekorera stora salongen med tio 1700-talsinspirerade väggmålningar föreställande gudinnor. De symboliserar de romerska dygderna; hoppet, lyckan, troheten, kyskheten, måttligheten, kärleken, rättvisan, styrkan, sanningen och klokheten. Under 1960-talet tapetserades målningarna över men ett parti runt en dörr togs fram på nytt 1975.

## Renoveringar och ombyggnad
Svenskarna förstärkte slottet efter övertagandet av Halland och 1658 var en inre fästning i staden klar och fasaden hade fått betydligt mindre fönster. Från 1770-talet och fram tills idag har slottet restaurerats flera gånger. Åren 1774–1776 ändrades taket på de södra och norra längorna till ett brutet tak, täckt med skiffer, som de har än i dag. Slottskyrkan i den östra längan, som förfallit, gjordes om till sädesmagasin. För att återskapa slottet, som det såg ut på 1600-talet, renoverades det 1886 med större fönster, östra längan fick en våning till och trappstensgavlarna byggdes. Arkitekt för detta arbete var Sven Gratz. År 1913 restaurerades tornet och spåntaket ersattes med kopparplåt och 1917 fick slottet centralvärme.
Statens fastighetsverk beslutade hösten 2000 att restaurera salongen och dess målningar, som tapetserades över på 1960-talet. Det visade sig att väggmålningarna fanns kvar under tapeterna. Den starka oljemålade väggväven höll färgen bra då tapeterna avlägsnades. Konserveringsarbetet av målningarna gjordes av målarmästare Per Torstensson. Fastighetsverkets inredningsarkitekt Carita Kull gjorde samtidigt en genomgripande renovering och komplettering av den lösa inredningen. Våren 2001 var restaureringen klar.

## Slottets färg
Efter att i lång tid varit gult i olika nyanser, så putsades 1968 fasaden laxrosa, men 1997–1998 fick slottet återigen en röd färg lik den det hade på 1600-talet.

## Besök av monarker
Den sista delbetalningen av den andra Älvsborgs lösen skall ha skett på slottet den 20 januari 1619. Mellan 25 februari och 3 mars 1619 stadfästes det vänskapliga förhållandet mellan länderna, när Kristian IV och Gustav II Adolf hade överläggningar på slottet och samtidigt roade sig "kungligt". Andra monarker som gästat slottet är Drottning Kristina som övernattade här 1654 när hon lämnade Sverige. Karl XI höll riksdag 1678, Karl XII, Gustav III, Oscar II och Gustaf VI Adolf har också vistats på slottet. Under sin Eriksgata i Hallands län, så bodde nuvarande kungaparet på slottet 2–4 juli 1981. Under 2000-talet har de även besökt slottet två gånger. Senast 2007, då Halmstad firade att det var 700 år sedan man fick stadsprivilegier.

## Slottet idag
Även idag bor landshövdingen på slottet och länsstyrelsen har en del av sina kontorslokaler här. År 1999 flyttade Musik i Halland in. Sedan 2023 delar föreningarna Gamla Halmstad, Idrottshistoriska föreningen och Halmstads Hemslöjdsförening på lokaler i nordöstra hörnet. Här finns bland annat rummet som kallas Musikgemaket, där de tre föreningarna anordnar utställningar och håller öppet för allmänheten. Hallarnas skådespelarlag har sedan 1997 sommarteater på borggården. Söder om slottet finns Slottsparken med en del lämningar av de befästningar som uppfördes vid 1600-talets början efter Hans van Steenwinckel den äldre.
Fullriggaren Najaden låg mellan 1946 och 2014 förtöjd vid kaj i Nissan framför Halmstads slott.

## Bildgalleri

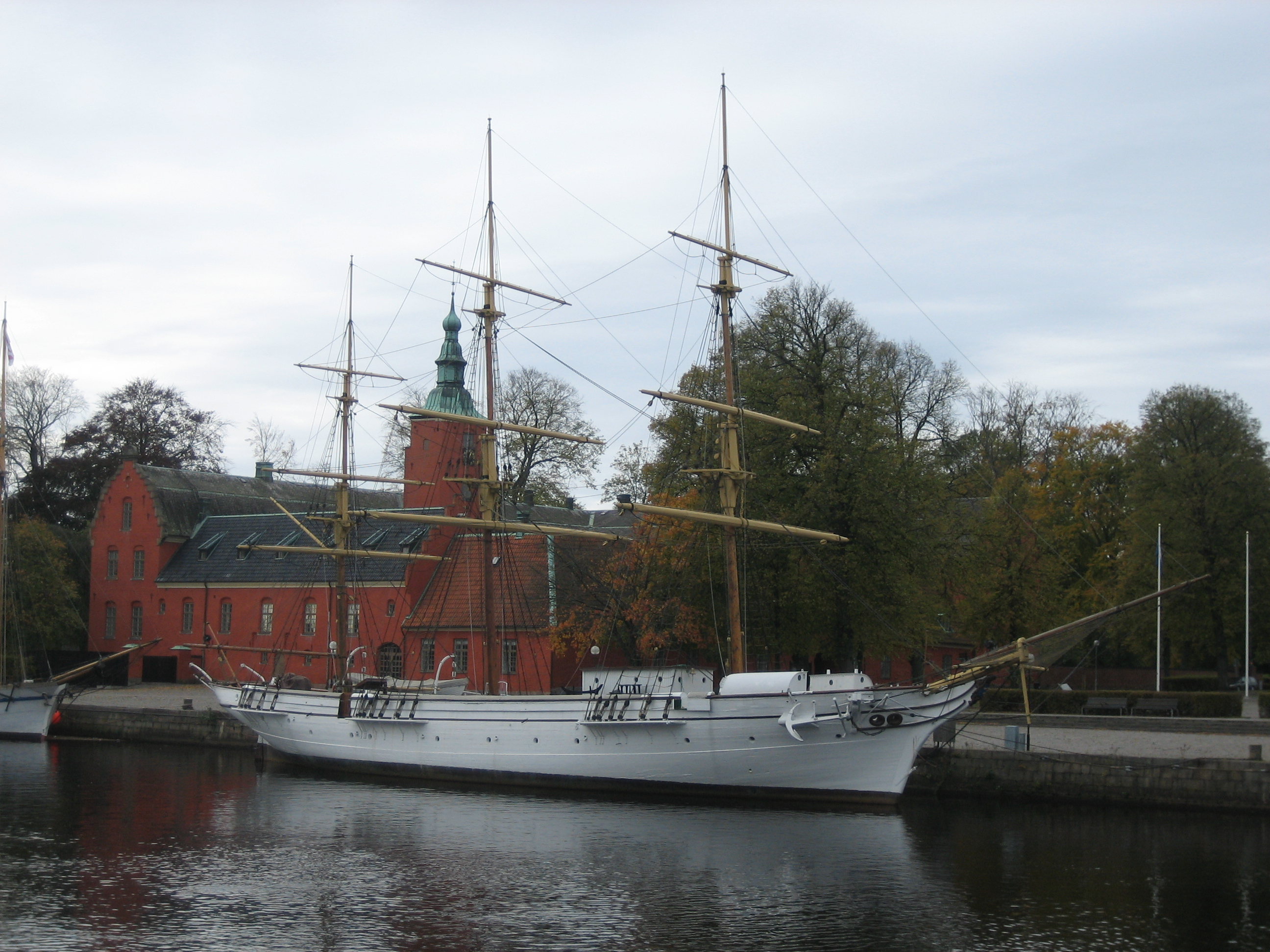
Najaden framför Halmstads slott, 2007
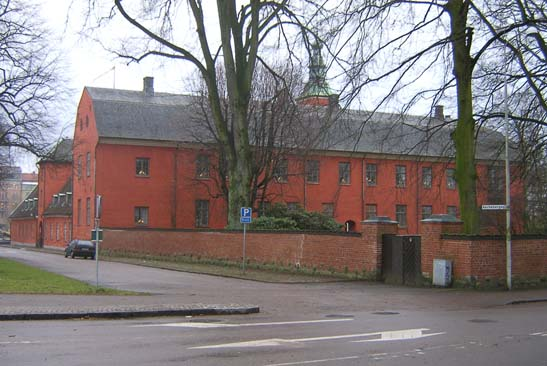
Halmstads slott, 2005
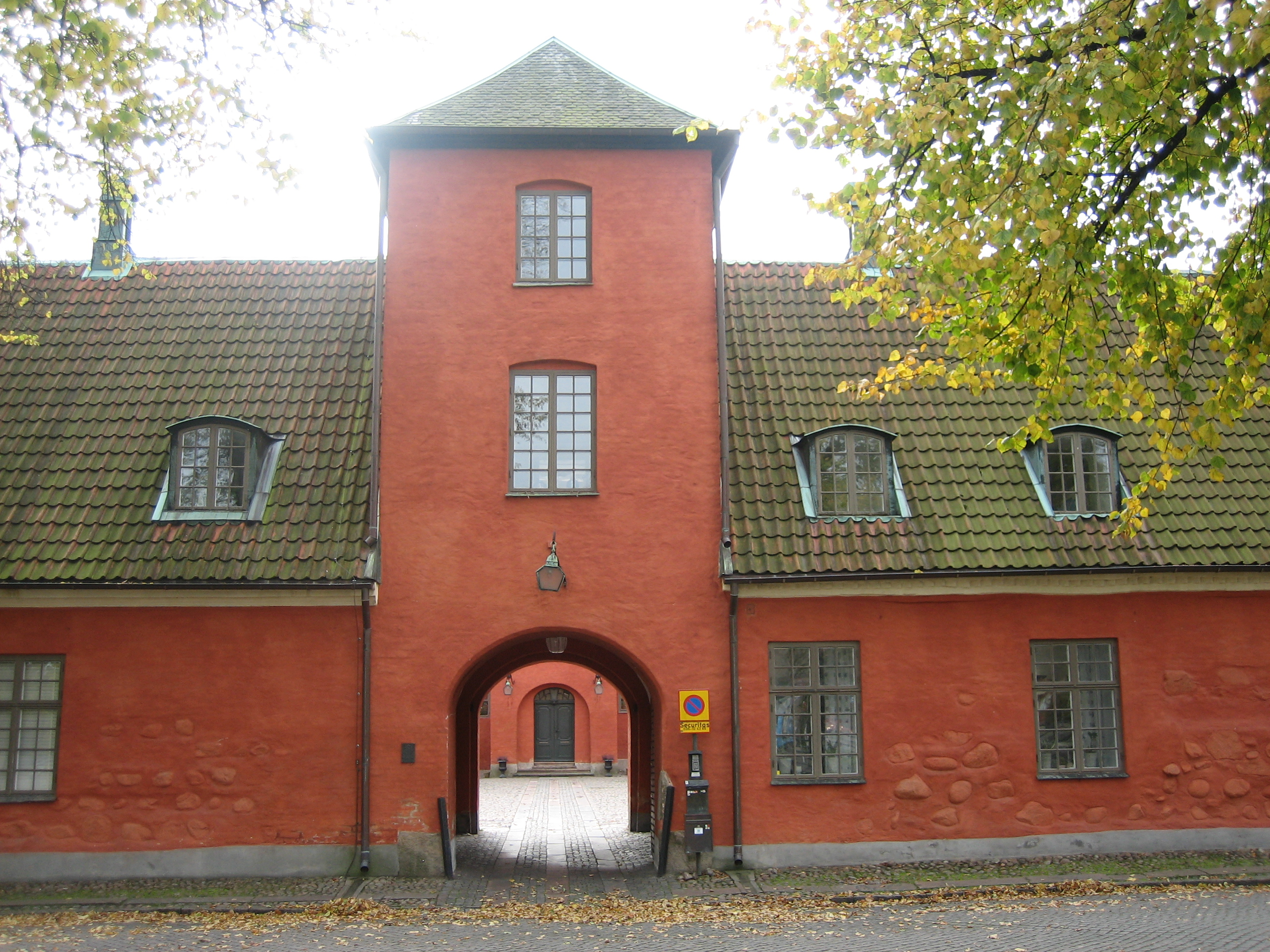
Närbild på porten i slottets norra fasad
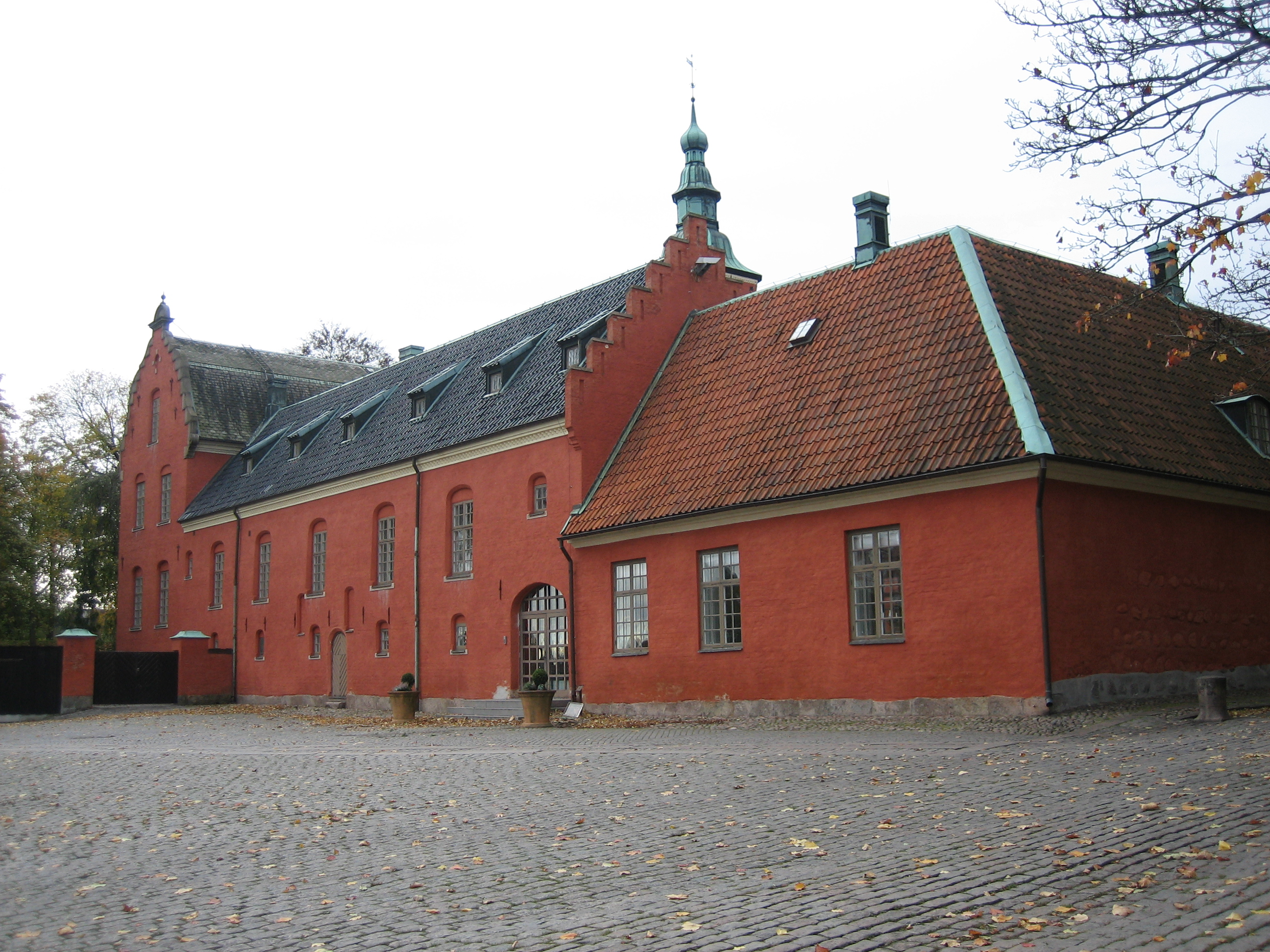
Slottets fasad mot Nissan
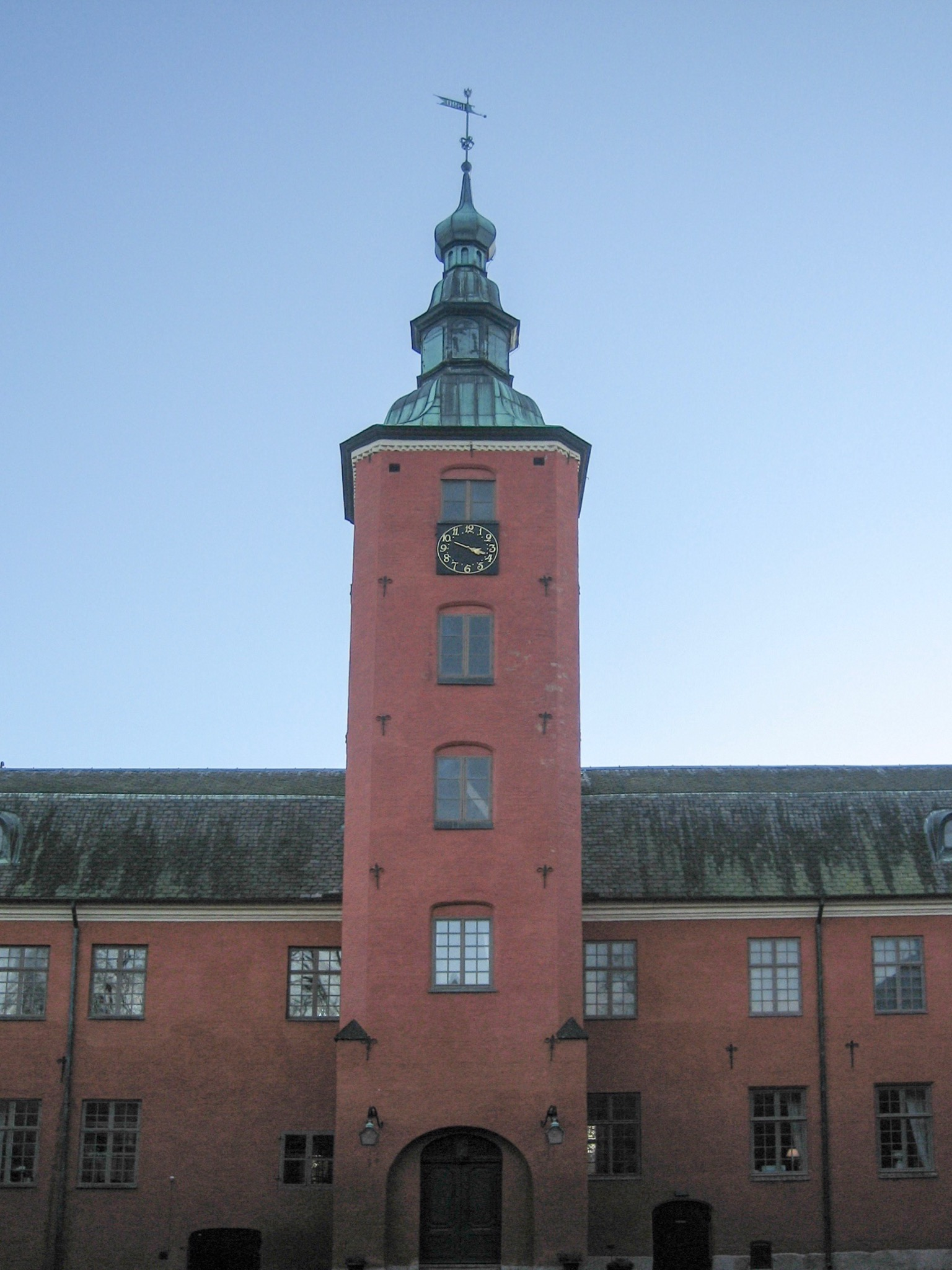
Klocktornet